# 乌多·亨佩尔
乌多·亨佩尔（德語：Udo Hempel，1946年11月3日—），德国男子自行车运动员。他曾代表西德参加1968年和1972年夏季奥林匹克运动会自行车比赛，获得一枚金牌和一枚银牌。